# Arosa
Arosa je mjesto u Švicarskoj u kantonu Graubünden.

## Galerija
- Arosa u veljači